# Часлав (Малопольське воєводство)
Часлав (пол. Czasław) — село в Польщі, у гміні Рацеховиці Мисленицького повіту Малопольського воєводства.
Населення — 810 осіб (2011).
У 1975-1998 роках село належало до Краківського воєводства.

## Демографія
Демографічна структура станом на 31 березня 2011 року:
|          | Загалом | Допрацездатний вік | Працездатний вік | Постпрацездатний вік |
| -------- | ------- | ------------------ | ---------------- | -------------------- |
| Чоловіки | 403     | 101                | 272              | 30                   |
| Жінки    | 407     | 103                | 234              | 70                   |
| Разом    | 810     | 204                | 506              | 100                  |